# Mladen Šotić
Mladen Šotić (serbisch-kyrillisch Младен Шотић; * 5. Februar 1995 in Belgrad, BR Jugoslawien) ist ein serbischer Handballspieler.

## Karriere

### Verein
Der 1,86 m große Linksaußen spielte in Serbien für den RK Roter Stern Belgrad, mit dem er 2017 den serbischen Pokal gewann. In der Saison 2018/19 lief er für den RK Partizan Belgrad, in der Saison 2019/20 für Dinamo Pančevo. Ab 2020 stand er beim RK Vojvodina unter Vertrag. Mit dem Team aus Novi Sad gewann Šotić 2021 und 2022 die serbische Meisterschaft sowie 2021 den serbischen Pokal. In der Saison 2022/23 spielte er in der spanischen Liga Asobal für TM Benidorm. Seit 2023 trägt er wieder das Trikot von Partizan. Mit Partizan gewann er 2024 den serbischen Pokal.

### Nationalmannschaft
Mit der serbischen A-Nationalmannschaft belegte Šotić den 14. Platz bei der Europameisterschaft 2022, dabei warf er fünf Tore in drei Einsätzen. Bei den Mittelmeerspielen 2022 gewann er mit der serbischen Auswahl die Bronzemedaille. Bisher bestritt er mindestens 17 Länderspiele, in denen er 46 Tore erzielte.